# Universidad de Brescia
La Universidad de Brescia (en italiano, Università degli Studi di Brescia) es una universidad estatal italiana fundada en 1982 en la ciudad de Brescia, capital de la provincia homónima en Lombardía.

## Organización

### Departamentos
- Economía y gestión
- Jurisprudencia
- Ingeniería civil, arquitectura, territorio, medio ambiente y matemáticas
- Ingeniería de Información
- Ingeniería mecánica e industrial
- Medicina molecular y traslacional
- Ciencias clínicas y experimentales
- Especialidades médico-quirúrgicas, ciencias radiológicas y salud pública

### Centros universitarios
- Centro universitario para el estudio e investigación de documentación, información y formación sobre fármacos
- Centro para el estudio del tratamiento de la insuficiencia cardiaca
- Centro para el diagnóstico y tratamiento de la hipertensión arterial y el riesgo cardiovascular
- Centro para el estudio de las inmunodeficiencias "Mario di Martino"
- Centro de cuidados intensivos de niños trasplantados "Bruno y Anna Beccaria"
- Centro de estudios e investigaciones sobre la salud de la mujer "Camillo Golgi"
- Centro de estudios e investigaciones de bioética
- Centro universitario interdepartamental de investigación en adaptación y regeneración de tejidos y órganos
- Centro de estudios para el diagnóstico y tratamiento de las neoplasias endocrinas y de las enfermedades tiroideas
- Centro universitario interdepartamental de investigación de modelos integrados de estudio para la protección y prevención de la salud en los entornos de vida y de trabajo
- Centro de estudios e investigaciones de sismología aplicada y dinámica estructural

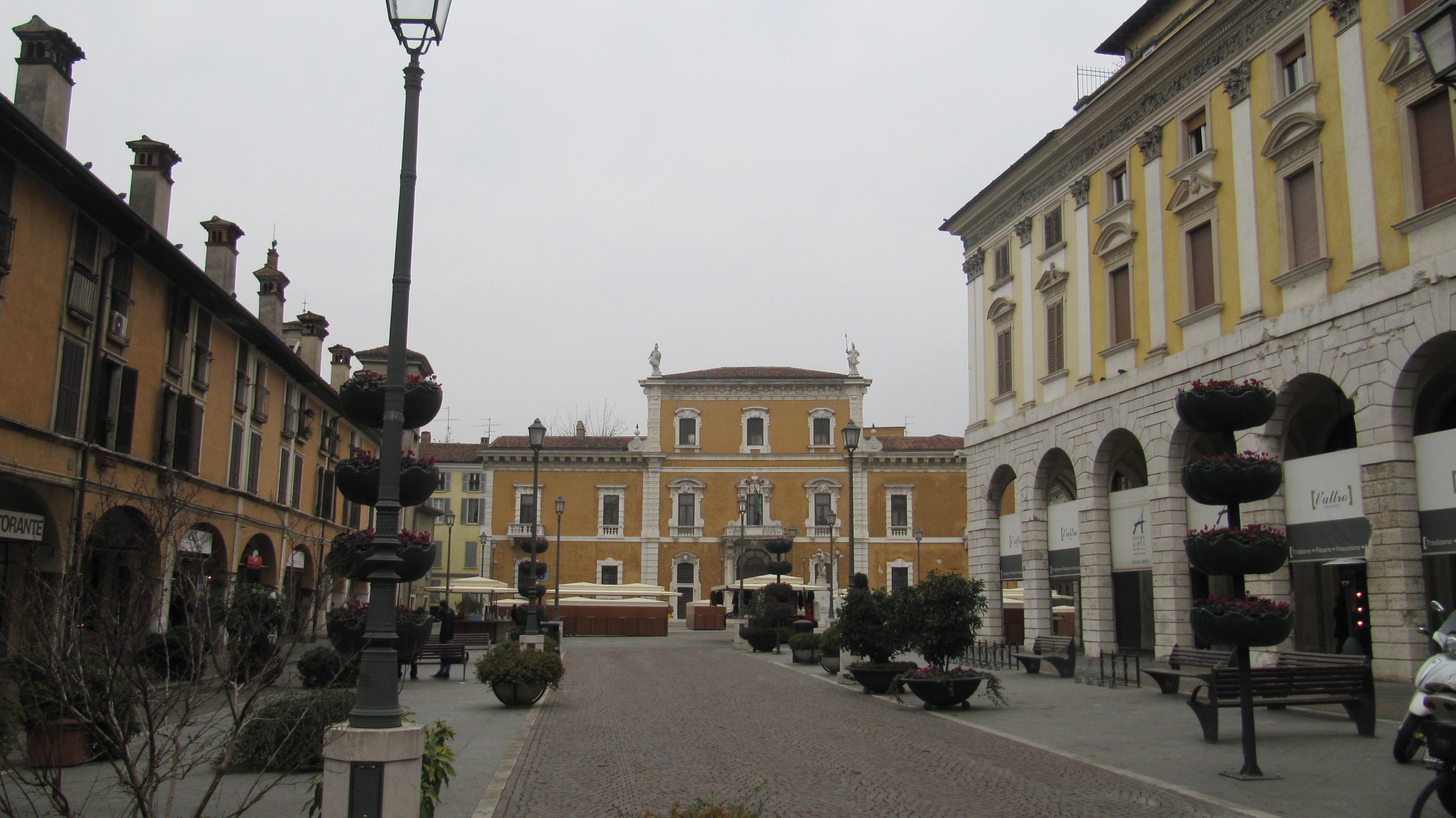
Piazza del Mercato con el edificio del rectorado.
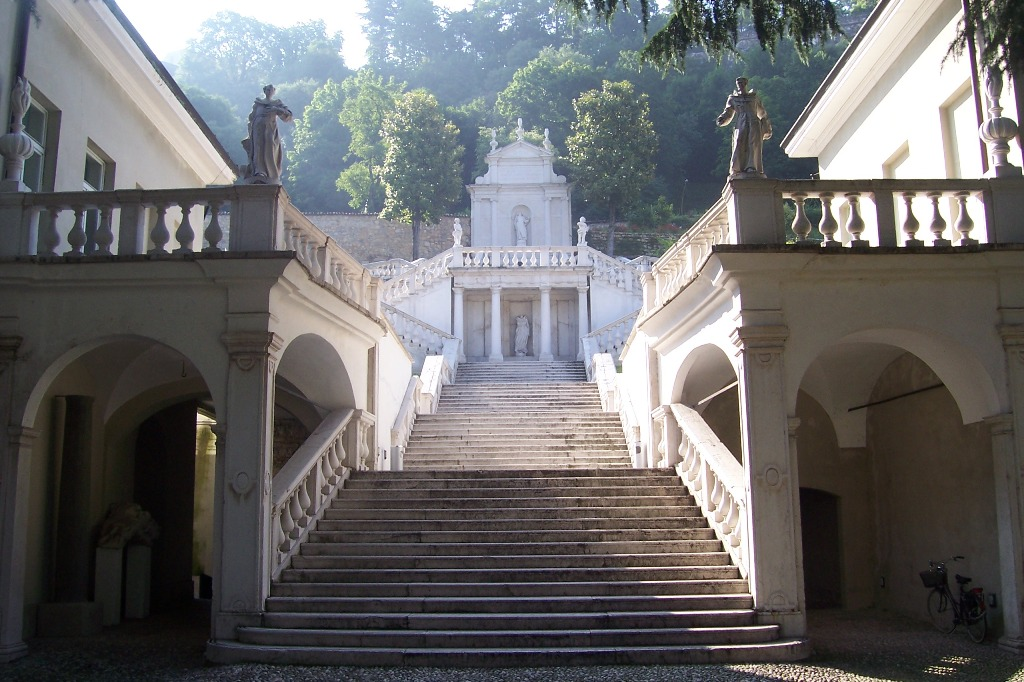
El departamento de economía.
Palazzo delle Mercanzie, sede del departamento de jurisprudencia.
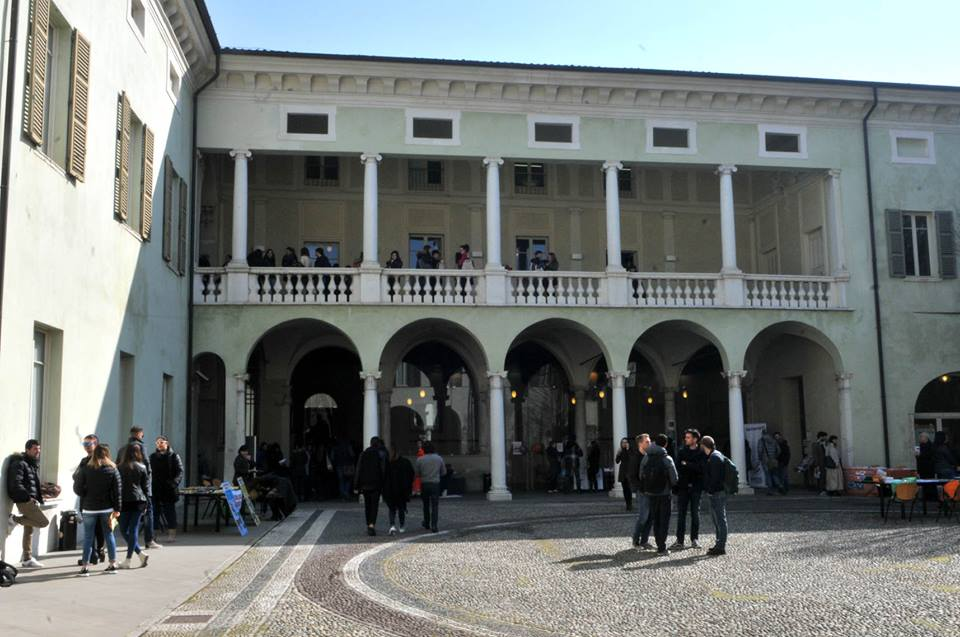
Vista interior del departamento de jurisprudencia.
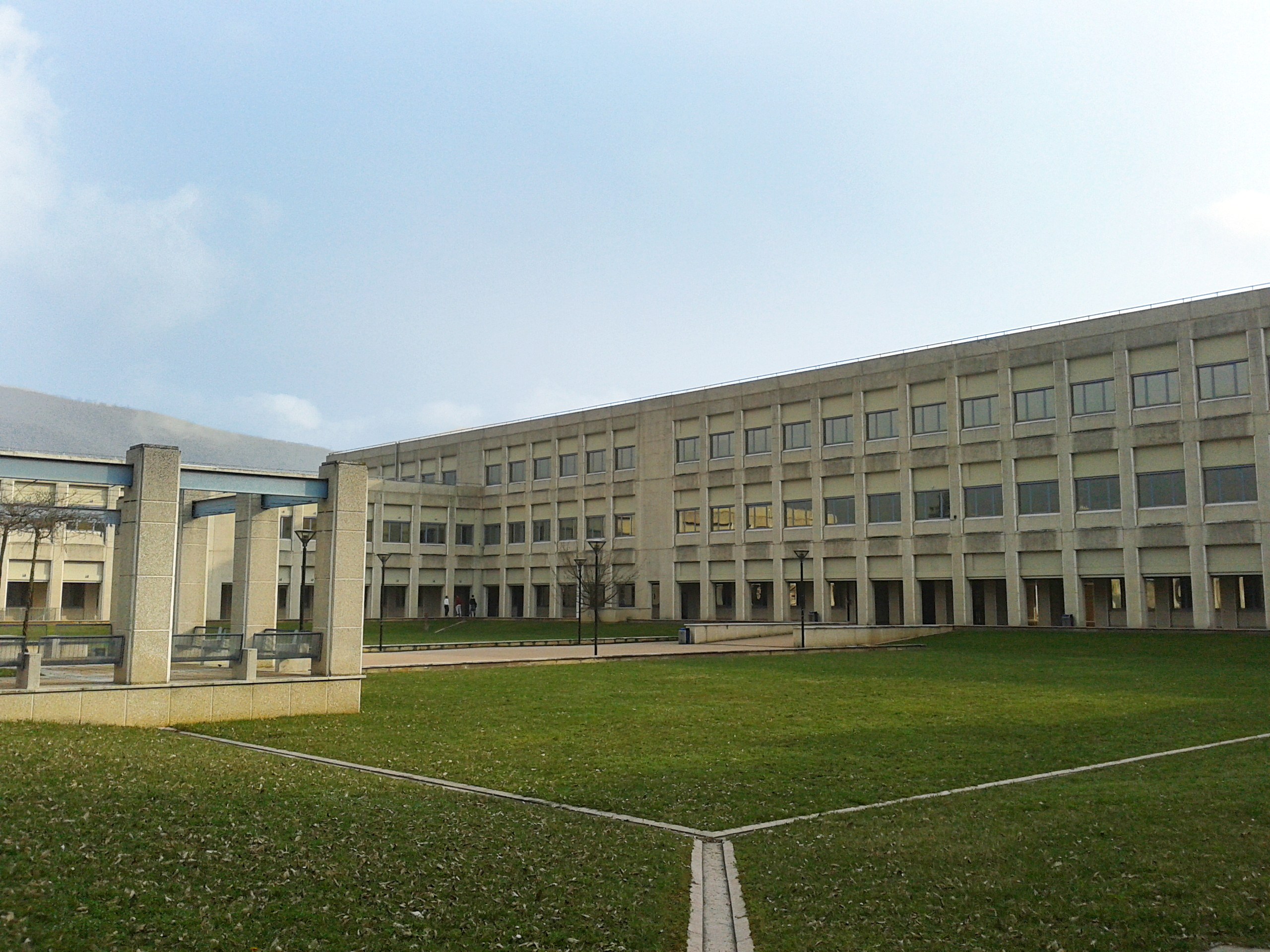
El edificio principal del departamento de ingeniería.
Palacio Bettoni Cazzago.

## Rectores
- Augusto Preti (1983-2010)
- Sergio Pecorelli (2010-2016)
- Maurizio Tira (2016-2022)
- Francesco Castelli (desde 2022)